# 문정왕후 어보 반환
문정왕후 어보 반환에 대해 설명한다.

## 개요
문정왕후(1501~1565)의 금보(왕실도장인 어보의 한 종류)가 2009년 당시 LA의 라크마 박물관에 전시중이었다. 이 금보는 높이 6.45cm, 가로, 세로 각 10.1cm로 거북이 모양의 손잡이가 있으며, 아래 인면(도장을 찍는 면)에 문정왕후의 존호인 ‘성열대왕대비지보(聖烈大王大妃之寶)’란 명문이 새겨져 있다. 1547년 아들인 명종(재위 1545~1567)이 “경복궁 근정전 섬돌 위에 나가 ‘성렬인명대왕대비’라는 존호를 올리고 덕을 칭송하는 옥책문과 악장을 올렸다”는 실록의 기록으로 이때 만들어진 것으로 추정할 수 있다.
정부는 6.25를 전후한 시점에 유출되었을 것으로 추정하고 있지만, 확실한 입장은 정하지 못한 것으로 보인다. 따라서 반환 문제에 대해서도 소극적 입장이며 “라크마쪽 학예사로부터 수년전 한 개인 수장가한테서 금보를 구입했다는 말을 들었으나, 상세한 경위는 알 수 없었다.재단 기금으로 구입한 합법적인 소장품이어서 반환은 불가능하다는 것이 라크마쪽 방침인 것으로 안다”는 입장이다. 정종수 고궁박물관 관장도 “특별전 대여 전시 등을 고려해볼 수 있을 것” 이라고 말했다.

### 문정왕후 금보에 대한 조사경위
문화재제자리찾기(대표 혜문스님)는 2009년 미 국무부 문서 - 아델리아홀 레코드- 전문을 입수한 뒤, 옥새 혹은 어보로 추정되는 물건에 대한 기록을 조사해 왔다. 국무부 문서의 4:774에는 Korean embassy case란 파일이 있는데, 여기에는 ‘미군이 절도한 문화재를 반환한 내용’이 수록되어 있다. 그중에서도 ‘Korean official seals'에 주목, 옥새 혹은 어보일 가능성을 염두에 두면서 2009년이래 지속적인 자료를 수집해 왔었다.
그러던중 2010년 1월부터 3월까지의 미국 메릴랜드 국가기록보존소에 방문 현지 조사결과 , 미군이 약탈한 ‘Korean official seals’의 정체, 규모 등을 가늠할 수 있는 자료를 확보하게 되었으며, ‘문정왕후 어보’ 역시 ‘미군 약탈품’에 해당하는 물건으로 추정할 수 있게 되었다.

### 미 국무부 문서에 기록된 ‘Korean official seals'에 관하여
1) 4:774는 Korean Embassy Cases란 파일명으로 1953년 1월부터 1956 5월 사이에 있었던 일들의 기록이 106 frames에 걸쳐 보관되었다. 여기서 다루고 있는 중요 사안은 Korean official seals, sword, and crown 등으로 미군 병사에 의해 한국에서 약탈된 문화재의 기록을 언급하고 있다.
4: 0774 Korean Embassy Cases—Korean Sword and Crown, January 1953–May 1956. 106 frames. Major Topic: Recovery of Korean official seals, sword,and crown looted by U.S. military personnel.
여기에는 1956년 5월 21일 국무부 관리인 아델리아홀이 양유찬 대사와 전화로 나눈 통화내용이 기록되어 있다. 전화 내용에는 옥새 혹은 어보로 보이는 내용이 언급되어 있다.
가. 도장의 크기가 4인치 정도 되는 점
나. 왕실 문양이 새겨저 있다고 한 점
다. 동물 모양이 조각되어 있다는 점
2) 10: 621 0621 Korean Losses에는 좀더 중요한 자료가 포함되어 있다. 이 파일은 1953년 11월 작성된 것으로 ‘한국의 분실품’이란 제목하에 미군 병사에 의해 약탈된 남한의 문화재에 대한 기록을 담고 있다.
0621 Korean Losses, November 1953. 3frames.
Major Topic: Looting of South Korean art treasures by U.S.military personnel.
여기에는 ‘Korean official seals’과 관련한 1953년 11월 17일 볼티모어 선의 기사를 수록하고 있는데, 이 문서는 ‘Korean official seals’의 실체, 규모 등을 밝혀주는 매우 중요한 문서라고 보인다.
가. 미군은 서울의 궁궐에서 47개의 매우 귀중한 옥새 혹은 어보를 약탈했음
나. 거기에는 태조, 왕, 왕비 등의 금보 등이 포함되어 있음
다. 한국 정부는 이 물건이 미국 혹은 일본으로 불법반출되었다고 파악하고 있음
라. 한국정부는 귀중한 물건들의 반환을 제의했으며, 발견한 사람은 대사관으로 연락해 주기를 당부하고 있음
한국 대사 양유찬 박사는 “한국정부도 전부는 아니더라도 일부의 세기를 뛰어넘은 물건들이 기념품사냥을 하는 미국 군인들에 의해 47점 모두 한국으로부터 일본이나 미국으로 사라졌다고 믿고 있다” 라고 말했다.
양박사는 이 물건들을 현재 간직하고 있거나, 어디있는지 알고 있는 단서를 가진 미국의 군인들은 워싱턴 한국대사관으로 연락해주기를 요청했다.

### 발견된 자료의 의미
첫째. 혜문스님이 직접 미국 국가기록보존소에 방문, 아델리아 홀이 언급했던 ‘Korean official seals’의 실체를 확인했다는 것에 커다란 의미를 부여할 수 있다. 한국에 있었던 360개의 어보중 47개가 1950년 미군에 의해 약탈되었고, 분실된 47개의 어보는 조선 태조, 왕, 왕비 등의 어보라는 것이 밝혀진 것이다.
둘째. 한국 정부는 ‘Korean official seals’의 반환을 공식 요구했다는 점이다. 미 국무부 문서는 미 국무부 관리와 대사가 직접 전화통화를 통해 ‘분실물을 찾고 있는 과정’이 기재되어 있고, 볼티모어 선의 기사에도 ‘한국 정부는 반환을 제안’했다는 타이틀이 실려 있다. 기사 중간에도 양유찬 대사는 ‘한국 정부는 원산국 반환에 관심이 있고, 반환을 위해 보상금을 지급할 용의가 있다’는 점 또한 밝히고 있다. 다시말해 문정왕후 금보는 이미 1951년이후 한국 정부가 미국 정부와 언론에 공식적인 반환을 요청한 대상중에 하나이고, 또한 반환 요청 사실이 국무부 문서에 수록되어 있음이 확인되었다는 점은 주목할 사실이다.
셋째. 미국정부는 ‘Korean official seals’의 반환을 실제 진행했다는 점이다.
미 국무부 문서에는 ‘Korean official seals’이 ‘미군 병사들의 개인적 약탈’이라고 규정했고, 수반하는 조치로서 ‘recovery'하는 것이 미국 국무부의 행정원칙임이 실증되어 있다. 이에 입각해서 미국정부는 1987년 고종, 순종, 명성황후 등의 어보를 한국 정부에 돌려주고 있다. (1987년 6.18 경향신문). 기사에 의하면 6.25 당시 미군에 의해 반출되었던 문화재로 Smithsonian Institution 미술관의 학예사인 조창수씨의 교섭으로 한국에 반환되게 되었다고 밝히고 있다( 현재 한국 문화재청은 316종의 어보를 보관하고 있다. 문정왕후 금보 1과, 87년 한국으로 돌아간 3과, 망실되어 소재파악이 안되는 43 과를 종합하면 볼티모어 선에 언급된 47과와 개수가 일치한다. )

## 문정왕후 어보란?
문정왕후(1501~1565)의 어보(왕실도장인 어보의 한 종류)는 2013년 LA의 라크마 박물관에 전시중이었다. 이 금보는 높이 6.45cm, 가로, 세로 각 10.1cm로 거북이 모양의 손잡이가 있으며, 아래 인면(도장을 찍는 면)에 문정왕후의 존호인 ‘성열대왕대비지보(聖烈大王大妃之寶)’란 명문이 새겨져 있다. 1547년 아들인 명종(재위 1545~1567)이 “경복궁 근정전 섬돌 위에 나가 ‘성렬인명대왕대비’라는 존호를 올리고 덕을 칭송하는 옥책문과 악장을 올렸다”는 실록의 기록으로 이때 만들어진 것으로 추정할 수 있다. 1.1 참고 2013년 문화재제자리찾기가 반환교섭에 성공, 반환이 결정된 뒤 반환을 위한 절차가 진행 중이다. 2013년 9월 미국 국토안전부수사국은 반환결정이 내려진 뒤, 문정왕후 어보가 6.25 전쟁 당시 도난품이란 이유로 압수 절차를 진행했다. 현재 미국 국토안전부 수사국(HSI)가 한국 반환을 위한 마무리 절차를 밟고 있다.

## 반환운동 시작

### 미 국무부 문서 발견
문화재제자리찾기는 2009년 미 국무부 문서 전문을 입수한 뒤, 옥새 혹은 어보로 추정되는 물건에 대한 기록을 조사해 왔다. 미 국무부 문서의 4:774에는 Korean embassy case란 파일이 있는데, 여기에는 ‘미군이 절도한 문화재를 반환한 내용’이 수록되어 있다. 그중에서도 ‘Korean official seals'에 주목, 옥새 혹은 어보일 가능성을 염두에 두며서 2009년이래 지속적인 자료를 수집해 왔었다.
그러던중 2010년 1월부터 3월까지의 미국 메릴랜드 국가기록보존소에 방문 현지 조사결과 , 미군이 약탈한 ‘Korean official seals’의 정체, 규모 등을 가늠할 수 있는 자료를 확보하게 되었으며, ‘문정왕후 어보’ 역시 ‘미군 약탈품’에 해당하는 물건으로 추정할 수 있게 되었다.1.2 (2)~1.4 (4) 참고

### 반환요청서 발송
문화재제자리찾기(대표 김영준)은 미국토안보부, LA 주립박물관(LACMA) 등에 2011년 6월, 2013년 5월 두 차례 문정왕후 어보 반환을 촉구하는 서한을 발송했다. 혜문스님 등은 서한에서 “문정왕후 어보는 1950년 6.25 전쟁중 미군의 절도에 의해 도난된 물건이란 것이 국무부 문서에 기재되어 있다. 6.25 정전협정 60주년을 맞아 미국측이 우호적 한미관계를 위해 반환해 주기를 바란다.”고 촉구했다. 또한 “약탈된 어보에 대해선 우리 정부가 이미 1950년대에 미국 정부에 공식적으로 반환을 요청했고, 이런 과정이 아델리아 홀 레코드에 기록돼 있는만큼 우리 정부가 더욱 강력하게 LA카운티 미술관에 환수요구를 해야 할 것”이라고 말했다.

## 2013년 문정왕후 어보 반환운동

### 문정왕후 어보 100인위 출범
LA 주립박물관 소장 문정왕후(중종의 왕비)의 어보를 되찾기 위한 100인 위원회(공동 의장 혜문스님, 안민석 의원)가 출범했다. 이들은 문화재제자리찾기 혜문스님을 대표로 백악관 서명사이트 ' We the people'에 서명계정을 개설하고, 2013년 8월 6일 오후 2시 서울 불교역사문화기념관에서 백악관 청원 10만인 청원운동 ‘응답하라 오바마’ 활동을 전개한다. 이날 출범식에는 가수 장윤정, 아웃사이더를 비롯해 용인외고 청소년동아리 등 사회 각층의 인사들이 참가하여 백악관 청원 10만 달성을 위한 활동에 매진할 것임을 밝혔다.
- 백악관 청원을 위한 100인 준비 위원회 명단

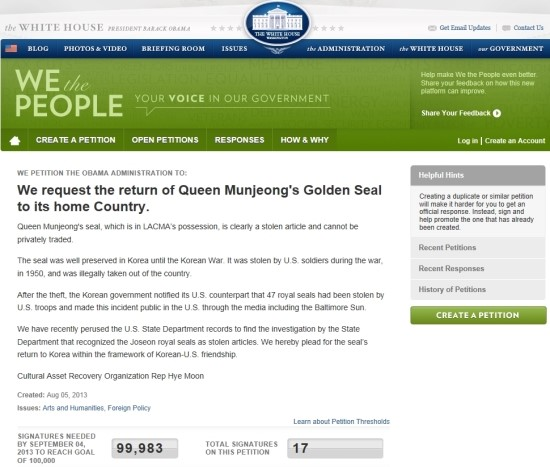
백악관 청원 사이트 ' we the people '에서 진행했던 10만 서명운동

| 공동의장 | 김영준(혜문)(청원인, 문화재제자리찾기 대표) 안민석(국회의원) |
| 총무위원 | 정순경(문화재제자리찾기 이사)                                |
| 홍보위원 | 정운현(전 오마이뉴스 편집국장)                               |
| 조직위원 | 문상모(서울시의원, 민주 노원구)                              |
| 대외위원 | 혜 만(불교레크리에이션 회장)                                 |
| 해외위원 | 노태현(겨레의뿌리)                                           |
| 재무위원 | 임병목(치과의사)                                             |
| 법률위원 | 김형남(변호사, 신아법무법인 대표)                            |
| 사무처장 | 구진영(문화재제자리찾기 연구원)                              |

### 백악관 청원 시작
시민단체 문화재제자리찾기(대표 혜문스님)는 LA 주립박물관 소장 문정왕후(중종의 왕비)의 어보를 되찾기 위해 2013년 8월 6일 오후 2시 출범식을 갖고, 백악관 청원운동 ‘응답하라 오바마’ 운동을 벌인다고 밝혔다. 미국 백악관은 ‘we the people’ 이란 청원 사이트에 한달에 10만명이상이 서명하면, 오바마 대통령 혹은 백악관이 공식답변을 하는 제도를 운영하고 있다. 문화재제자리찾기 측은 10만명 서명에 성공할 경우 문정왕후 어보는 미군 약탈품인게 확정적이기 때문에 백악관의 공식답변도 반환요구에 긍정적일 것으로 판단하다고 말했다. 미국법률에 의하면 5,000달러 이상의 물건이 미국내에 반입되었을 때 세관기록을 요구하게 되어 있으며, 정식 절차를 밟지 않으면 압수할 수 있도록 규정하고 있으므로 백악관측은 당연히 반환을 권고할 것으로 예상하기 때문이다.

## LACMA 반환 발표
LA 카운티 박물관(이하 라크마)은 2013년 9월 19일 오후 3시(미국 현지시간) 문정왕후 어보를 조건없이 한국정부로 반환하겠다고 발표했다. 박물관측은 문화재제자리찾기(대표 혜문스님)와 안민석 의원(민주당)과 가진 면담에서 “그동안 제출해준 증거를 검토한 결과, 한국전쟁 당시 미군 병사가 서울의 종묘에서 절도한 물건임이 충분히 입증된다고 생각한다. 박물관측은 도난품인 경우 반환한다는 원칙을 가지고 있으므로, 한미우호의 차원에서 한국 정부에 반환하기로 결정했다. 다음주부터 지체없이 반환절차에 착수하겠다” 고 입장을 밝혔다.

LA 카운티의 최고책임자가 2013년 7월 보낸 문서는‘문정왕후 어보 반환 요청서’에 대한 답신으로 ‘도난품이 확실하고 한국 정부가 반환요청을 한다면 기꺼이 반환하겠다’는 내용이다.

## 반환 발표 의의와 성과
남북한과 재미교포 등 7천만 겨레가 한마음으로 노력한 결과로 이루어낸 성과이다. 또한 한국전쟁 정전 60주년을 맞아 미군의 절도품이 반환되게 된것은 큰 의미가 있다. 어보 반환 결정은 민족사적인 쾌거를 넘어 제 3세계 국가들의 문화재 반환에 있어서도 세계적인 선례가 될 것으로 기대한다. 정부의 개입 전혀 없이 전적으로 시민단체의 노력으로 어보를 반환했다는 점도 주목할 만하다. 각종 언론에서의 호평도 이어졌다. 월스트리트 저널에서는 이번 사건을 "문정왕후 어보환수는 한국시민단체의 승리"라고 평가했다.

## 반환이 지연됨
미국 대통령 오바마 2014년 4월 방한당시 문정왕후 어보 반환 과정에서 발견된 '황제지보', '수강태황제보' 등 9개의 인장을 직접 갖고 돌아와 국새 반환식을 진행했다. 하지만 문정왕후 어보는 사건이 복잡하고 수사가 아직 진행 중이라는 이유로 계속해서 반환이 늦어지고 있는 상태이다. 조태국(42) 미국 국토안보수사국(HSI) 한국지부장은 12일 지난달 한·미 정상회담을 계기로 반환된 대한제국 국새 '황제지보' 등 인장 9점 외에 추가로 수사가 진행 중인 어보 2점의 반환시기에 대해 "문정왕후 어보와 현종 어보는 수사가 진행 중이라 구체적으로 언급할 수 없지만 사건이 복잡해 환수에 다소 시간이 걸릴 것이다." 라고 전망했다.

문정왕후 어보 반환 경과
- 1950. 6.25 전쟁중 서울 종묘에서 문정왕후 어보 및 47개의 어보 분실

- 1953. 11. 17 미국 볼티모어 선 '종묘 어보 분실사건 보도' The Baltimore Sun

- 1956. 5. 22 주한미국대사 양유찬. 미국 국무부에 분실신고.

국무부 문서에 기록이 남음- Memorrandum Of Coversation (May 22. 1956)
- 2000. 국립문화재 연구소, LA주립박물관(LACMA)에서 문정왕후 어보 발견

- 2009. 1. 혜문스님, 미국 메릴랜느 국가 기록원에서 '아델리아 홀 레코드' 발굴. 한국전쟁중 미군 병사의 문화재 약탈 사건 파일 찾아냄

- 2009. 9.10 문정왕후 어보 LA 박물관 소장 사실 국내 언론에 보도. 연합뉴스, LA카운티미술관 한국관 확대 재개관 보도

- 2010. 10.21 문정왕후 어보 관련 사실 확인. 반환운동 개시

KBS.9시 뉴스 어렵게 돌려받은 왕실 문화재 ‘행방 묘연’ 보도.
- 2011. 2 혜문스님, 메릴랜느 국가 기록원에서 추가 자료 발견

양유찬 대사의 분실신고 기록. 볼티모어 선의 기사 등
- 2011. 6. 3 LACMA 박물관에 반환 요청서 발송

- 2012. 3. 혜문스님, 빼앗긴 문화재를 말하다 출간. 문정왕후 어보 내용 수록

- 2013. 1. 혜문스님. 뉴욕에서 교민들 상대로 문정왕후 어보 반환 운동 제의

- 2013. 5 LACMA 박물관에 2차 서면 발송

- 2013. 5. 28 KBS 시사기획 창, 문정왕후 어보 관련 방송

- 2013. 6. 안민석 민주당 의원. 문정왕후 어보 반환 촉구 결의안 발의

- 2013. 6 LACMA 박물관 면담 요청 수락 답변

- 2013. 7. 11 LACMA 박물관과 제1차회담. 종묘 소장 기록 확인함

- 2013. 7. 28 LA 카운티 반환 용의 표명.

- 2013. 8. 6 백악관 청원을 위한 10만인 서명 운동 개시

- 2013. 8. 30 반환촉구 보신각 타종식(12시)

- 2013. 9. 19 어보 반환 결정

## 같이 보기
- 문정왕후
- 어보